# Аделсхофен (Горња Баварска)
Аделсхофен (њем. Adelshofen) општина је у њемачкој савезној држави Баварска. Једно је од 23 општинска средишта округа Фирстенфелдбрук. Према процјени из 2010. у општини је живјело 1.608 становника. Посједује регионалну шифру (AGS) 9179111.

## Географија
Аделсхофен се налази у савезној држави Баварска у округу Фирстенфелдбрук. Општина се налази на надморској висини од 556 метара. Површина општине износи 13,3 km².

## Становништво
У самом мјесту је, према процјени из 2010. године, живјело 1.608 становника. Просјечна густина становништва износи 121 становника/km².